# Fransk-sovjetiske gensidige bistandspagt af maj 1935
Den Fransk-sovjetiske gensidige bistandspagt af maj 1935 var en bilateral pagt mellem de to lande med det formål at inddæmme Nazitysklands aggressive politik. initiativet til traktaten blev taget af Louis Barthou, som var Frankrigs udenrigsminister, men han blev snigmyrdet inden forhandlingerne blev afsluttet. Hans efterfølger, Pierre Laval, var skeptisk både overfor det ønskelige i en alliance med Sovjetunionen og overfor værdien af en sådan, men efter den tyske erklæring om genoprustning i marts 1935 tvang den franske regering den tøvende udenrigsminister til at afslutte den aftale med Moskva, som Barthou havde påbegyndt. Pagten blev afsluttet i Paris den 2. maj 1935. Ratifikationerne udvekslet i Moskva den 27. marts 1936, og pagten trådte i kraft samme dag. Den blev indført i League of Nations Treaty Series den 18. april 1936.
Laval havde sørget for af sikre sig, at pagten med Sovjetunionen var i nøje overensstemmelse med Folkeforbundstraktaten og Locarno-traktaten. Dette betød i praksis, at den ene af parterne kun kunne yde militær støtte til den anden efter at en påstand om uprovokeret aggression var blevet indleveret til Folkeforbundet og kun efter at de andre underskrivere af Locarno-traktaten (Storbritannien, Italien og Belgien) havde godkendt det. Effekten af denne pagt blev yderligere undermineret af den franske regerings afvisning af at acceptere en militær aftale om den måde hvorpå de to landes hære skulle koordinere aktioner i tilfælde af en krig med Tyskland.
Pagten var ikke længere det, som Louis Barthou oprindelig havde planlagt, men den tjente fortsat som en hul diplomatisk trussel om krig på to fronter for Tyskland, hvis landet skulle forfølge en aggressiv udenrigspolitik. De fleste af Locarno-landene følte, at den kun kunne virke til at drage dem ind i en selvmorderisk krig mod Tyskland til fordel for Sovjetunionen. Den markerede et stort skifte i sovjetisk politik under den 7. kongres i Komintern fra en revisionistisk holdning overfor Versaillestraktaten i retning af en mere vestligt-orienteret udenrigspolitik, som foreslået af Maksim Litvinov. Ratifikationen af traktaten i den franske parlament blev brugt som en undskyldning fra Adolf Hitlers side til at remilitarisere Rhinlandet, hvilket var strengt forbudt i Versaillestraktaten.

## Traktatens indhold
Artikel 1
I tilfælde af, at Frankrig eller Sovjetunionen skulle blive udsat for en trussel om angreb eller fare for et sådant fra en europæisk stats side, forpligter Sovjetunionen og Frankrig sig til straks at indlede gensidig rådslagning med hensyn til de forholdsregler, der skal træffes til iagttagelse af bestemmelserne i artikel 10 i Folkeforbundspagten.
Artikel 2
I tilfælde af at Frankrig eller Sovjetunionen under de i artikel 15 stk. 7 i Folkeforbundspagten forudsete betingelser til trods for de to landes oprigtige fredelige hensigter skulle blive genstand for et ikke provokeret angreb fra en europæisk stats side vil Sovjetunionen og Frankrig uopholdelig yde hinanden hjælp og bistand.
Artikel 3
I betragtning af, at ethvert medlem af Folkeforbundet som imod de forpligtelser det har påtaget sig ved artikel 12, 13 eller 15 i pagten skrider til krig, ifølge folkeforbundspagtens artikel 16 uden videre skal betragtes som om den havde begået en krigshandling mod alle andre forbundsmedlemmer, forpligter Frankrig og Sovjetunionen sig til, for det tilfælde at en af dem under disse betingelser og til trods for begge landes oprigtige fredelige hensigter skulle blive genstand for et ikke-provokeret angreb fra en europæisk stats side, straks a tyde hinanden hjælp og bistand under anvendelse af pagtens artikel 16.
Samme forpligtelse overtages for det tilfælde at Frankrig eller Sovjetunionen under de i pagtens artikel 17, stk. 1 og 2 forudsete betingelser skulle blive genstand for et angreb fra en europæisk stats side.
Underskrivelsesprotokol
Artikel 1
Det er enighed om af effekten af artikel 3 er at forpligte hver af de underskrivende parter til at yde øjeblikkelig assistance til den anden ved opfyldelsen af anbefalingerne fra Folkeforbundets råd, så snart de er bekendtgjort i overensstemmelse med artikel 16 i Folkeforbundspagten. Der er ligeledes enighed om, at de to underskrivende parter vil handle i fællesskab for at frembringe anbefalingerne fra rådet, med al den hast som omstændighederne fordrer, og at, hvis det uanset årsag ikke lykkes at få rådet til at vedtage en anbefaling, eller en sådan ikke er ensstemmig, vil forpligtelsen til bistand alligevel blive opfyldt...